# شبک (دین)
شبک (به کردی: شه‌به‌ک Şebek) به مجموعه باورها و مناسکی گفته می‌شود که مردم شبک در کردستان عراق و در حومهٔ موصل قائل به آن هستند. گفته می‌شود که اکثریت مردم شبک خود را شیعه و اقلیتی از آنان خود را سنی معرفی می‌کنند. اما برخلاف این، باورها و سنت‌های واقعی آن‌ها از اسلام متمایز بوده و ویژگی‌هایی دارد که آن را از گروه‌های مسلمان همسایه متمایز می‌کند. از جملهٔ این سنت‌های متمایز می‌توان به اعتراف‌نیوشی مشابه مسیحیت یا روا بودن مصرف مسکرات در دین شبک اشاره کرد. مردم شبک همچنین زیارتگاه‌های مردم ایزدی را زیارت می‌کنند. با این وجود مردم شبک به زیارت شهرهای مقدس شیعه‌ها مانند کربلا و نجف هم می‌روند و از تعالیم شیعه‌ها هم پیروی می‌کنند.
به نظر می‌رسد که سازماندهی دین شبک بسیار به صوفیه شباهت داشته‌باشد: افراد بالغ معمولی (مریدها) باید از راهنمایان معنوی (پیر یا مرشد) تبعیت کنند که به اصول و سنت‌های مذهبی شناخت دارند. چندین مرتبه برای اشخاص مذهبی وجود دارد: «پیر» ها که در رأس ایستاده‌اند و «بابا» یا مسندنشین سلسله. پیروان می‌باید برای خود پیر انتخاب کنند، اما خانواده‌های پیران در عمل پس از چند نسل با خانواده‌های غیرمذهبی درهم‌تنیده می‌شوند.
دین شبک عناصری از تصوف را با تفسیر منحصر به فرد خود از واقعیت معنوی درهم می‌آمیزد. بنا بر تعالیم دین شبک، واقعیت معنوی تفسیر لفظی قرآن یا در واقع شریعت را لغو کرده‌است. شبک‌ها این واقعیت معنوی را به واسطهٔ پیرها یا راهنمایان معنوی که مناسک و سنت‌های شبک را اجرا می‌کنند درک می‌نمایند. ساختار این رابطهٔ میانجیگرانه بسیار به مشابه آن در دین یارسان شباهت دارد. طیب طاهری محقق و نویسنده یارسان معتقد است که شبک‌ها بازمانده قزلباشان و علویان آناطولی و در زمان شاه ویسقلی سرسپرده یارسان بوده‌اند؛ اما بنا به دلایل سیاسی و دوری از مرکزیت یارسان و عدم تعامل مردمان مذکور و قطع ارتباط با یارسان‌ها مستقل از آنان می‌شوند.
متن مقدس بنیادی دین شبک بویروق یا کتاب المناقب نام دارد که به زبان ترکمن‌های عراق نوشته شده‌است. شبک‌ها همچنین اشعار شاه اسماعیل یکم را رازی الهی دانسته و آن‌ها را در گردهمایی‌های دینی خود می‌خوانند.

## زیارتگاه‌ها
زیارتگاه اصلی مردم شبک بارگاه شیخ شهاب‌الدین بین دو روستای دزآور و طویله است که از وی با نام شیخ شهاب‌الدین دزاوری یا شیخ شهاب‌الدین بغدادی نیز یاد شده‌است.